# Cicurina maculipes
Cicurina maculipes là một loài nhện trong họ Dictynidae.
Loài này thuộc chi Cicurina. Cicurina maculipes được Kendo Saito miêu tả năm 1934.